# Octobre 1902

## Événements
- Irlande : troisième convention de Cumann na nGaedheal. Fondation du Sinn Féin, mouvement paramilitaire pour l'indépendance de l'Irlande, par Arthur Griffith (effective en 1905).
- Russie : Lev Davidovitch Bronstein prend contact avec Lénine à Londres et prend le nom de Trotski.

- 1er octobre : décret constituant la colonie de Sénégambie-Niger auxquels s’ajoutent les pays de protectorat du Sénégal. Dakar devient la capitale de l’Afrique-Occidentale française.

- 5 octobre, France : funérailles nationales d'Émile Zola.

- 16 octobre, France : première utilisation, par Alfred Bertillon, des empreintes digitales.

- 24 octobre : traité Neerlandia. Fin de la guerre des Mille Jours en Colombie. Instauration d'une République conservatrice (1903-1930).

## Naissances
- 31 octobre : Carlos Drummond de Andrade, poète brésilien († 17 août 1987).

## Décès
- 26 octobre, États-Unis : décès d'Elisabeth C. Stanton, militante féministe.